# Jean-Yves Le Drian
Pour les articles homonymes, voir Le Drian.
Jean-Yves Le Drian, né le 30 juin 1947 à Lorient (Morbihan), est un homme politique français.
Membre du Parti socialiste (PS) de 1974 à 2018, il est notamment maire de Lorient de 1981 à 1998, plusieurs fois député entre 1978 et 2007 et président du conseil régional de Bretagne à deux reprises entre 2004 et 2017.
Secrétaire d'État à la Mer dans le gouvernement d'Édith Cresson de 1991 à 1992, durant la présidence de François Mitterrand, il devient président de la Conférence des régions périphériques maritimes d’Europe en 2010.
Il est nommé ministre de la Défense dans le premier gouvernement de Jean-Marc Ayrault, en 2012. Il est maintenu dans ses fonctions dans les gouvernements Ayrault II, Valls I, Valls II et Cazeneuve, soit durant la totalité du quinquennat de François Hollande.
En 2017, il devient ministre de l'Europe et des Affaires étrangères. Ayant quitté le PS, il œuvre pour un rassemblement des socialistes autour du président Emmanuel Macron, notamment avec la fondation en 2020 du parti Territoires de progrès. Il conserve son ministère jusqu'à la fin du premier quinquennat Macron, en 2022.
Celui-ci le nomme « envoyé personnel pour le Liban » en 2023, pour créer un consensus dans le pays en vue de l'élection d'un nouveau président de la République.

## Situation personnelle

### Famille
Jean-Yves Le Drian est issu d'une famille catholique ouvrière de Lanester, commune située au nord-est de la ville de Lorient.
Son grand-père paternel exerçait le métier de docker et participa à la Première Guerre mondiale. Sa grand-mère paternelle tenait un bistrot sur les docks de Lorient.
Son grand-père maternel est quartier-maître infirmier dans la Marine nationale.
Son père, Jean, vendeur de pièces détachées d'automobiles aux Établissements Renault et syndicaliste, est proche des milieux communistes de la ville et surtout du milieu ouvrier. Sa mère, Louisette (1920-2003, née Derrien), est couturière aux magasins d'habillement Corbière & Nobis de Quimperlé et de Lorient. Elle milite par ailleurs à l'Action catholique ouvrière, ce qui lui vaut d'être invitée au concile de Vatican II. Jean et Louisette Le Drian (qui se marient le 27 avril 1946) militent d'abord à la Jeunesse ouvrière chrétienne et continuent leurs engagements dans des mouvements syndicaux et familiaux, notamment à la Confédération syndicale des familles dont Jean est un temps le secrétaire général. Louisette Le Drian est quant à elle permanente régionale (pour le Finistère) puis nationale (de 1943 à 1946) à la Jeunesse ouvrière chrétienne, membre du bureau national du MLP (à partir de 1952) et membre du secrétariat national de l’Action catholique ouvrière (jusque dans les années 1960), secondant Félix Lacambre.
Il a deux sœurs, Thérèse Thiery (née en 1953), conseillère générale de 2005 à 2015, maire de Lanester de 2004 à 2020, et Marie Le Drian (née en 1949), écrivaine,.
En secondes noces, Jean-Yves Le Drian épouse en 2006 Maria Vadillo (br), élue rennaise et vice-présidente du conseil régional de Bretagne.
Il a un fils, Thomas (né en 1984), diplômé de l'ISC Paris, qui est nommé en janvier 2014 chargé de mission auprès d'André Yché, président du directoire de la Société nationale immobilière (SNI), filiale de la Caisse des dépôts dont le directeur général Jean-Pierre Jouyet l'avait choisi un an plus tôt comme conseiller à son cabinet, provoquant une polémique,.

### Formation
Né à Lorient le 30 juin 1947, Jean-Yves Le Drian grandit à Lanester où, vu ses bons résultats scolaires, un de ses instituteurs lui conseille de poursuivre ses études. Il intègre alors le lycée Saint-Louis de Lorient, où il est un des rares fils d’ouvriers. À table, les discussions familiales tournent alors souvent autour des thèmes de l'action syndicale, de l'Église et de la lutte des classes.
Après son baccalauréat, il passe un an en hypokhâgne au lycée de Cornouaille à Quimper, puis s'inscrit à l'université de Rennes, où il commence des études d'histoire en 1966. Il passe par ailleurs les deux étés 1966 et 1967 en Algérie, pour donner des cours de rattrapage à des élèves de petite Kabylie, puis de la banlieue d'Alger,.

### Carrière professionnelle
À partir de septembre 1968, il commence à travailler à mi-temps comme professeur d'histoire au lycée Notre-Dame-du-Vœu de Hennebont et entame dans le même temps une maîtrise d'histoire à l'université de Rennes. Celle-ci porte sur les Forges d'Hennebont, et il profite de la proximité de son lieu de travail pour avancer ce travail de recherche. Il rate l'agrégation en 1970 lors de sa première tentative, comme un ami proche, François Chappé, et continue alors à préparer ce concours, tout en travaillant au lycée de Hennebont. C'est à cette époque qu'il rencontre sa première future épouse, elle aussi étudiante dans la même université, mais aussi sa seconde épouse, qui fait aussi des remplacements au lycée hennebontais. Il obtient l'agrégation en 1971, et son directeur de mémoire, Michel Denis, lui propose alors de poursuivre son travail de recherche dans une thèse. À l'issue de son service militaire, il est recruté à la rentrée 1973 comme professeur assistant d'histoire à l'université Rennes-II. Alors que son passé comme leader de Mai 68 à Rennes provoque une opposition au sein du département d'histoire, lorsque sa candidature est proposée, il est soutenu par François Lebrun et Jacques Léonard. Il y rencontre le futur maire de Quimper Bernard Poignant, qui prépare lui aussi l'agrégation, le futur directeur d'Antenne 2, Jean-Michel Gaillard, lui aussi maître-assistant en Histoire, ainsi qu'André Lespagnol, futur président de l'université.
Il participe à l'élection à la tête de l'université de Michel Denis, alors qu'une équipe s'est constituée autour d'André Lespagnol et de Jean-Michel Gaillard. Il prend part à la rédaction d'un programme pour l'université, et à la campagne auprès du personnel et des étudiants.
Il accomplit son service militaire au 512e régiment du train de Saint-Lô, après avoir initialement été convoqué dans les parachutistes.
Ce changement d'affectation fait suite à l'intervention de son père auprès du député-maire de Carnac Christian Bonnet. Lors de son service, il apprend à conduire divers véhicules.

## Parcours politique

### Débuts
Alors lycéen à Lorient, il commence à militer au sein de la Jeunesse étudiante chrétienne, dont il devient premier secrétaire dans le Morbihan, alors qu'il n'est qu'en terminale. Lors du congrès national de Dijon, il fait la rencontre d'Henri Nallet, représentant national de la JEC et futur ministre socialiste. Tout en restant militant et chef local de cette structure lors de ses années étudiantes, il rejoint l'Union nationale des étudiants de France en 1967 dont il devient un des responsables rennais, et participe activement à Mai 68 à Rennes comme cadre de l'UNEF et de la JEC.
Au début des années 1970, il observe les partis politiques de loin, sans s'encarter : il se méfie de l'extrême gauche, la Section française de l'Internationale ouvrière (SFIO) lui semble dépassée, il n'est pas convaincu non plus par le Parti socialiste unifié (PSU).
La seule parole qui retienne son attention est celle de l'Union démocratique bretonne (UDB) : « S'il y a un parti où j'ai failli adhérer dans les années 1970, c'est celui-ci. Je me suis interrogé. Je le trouvais cohérent »,.
En mai 1974, après avoir écouté un discours de François Mitterrand à Rennes en compagnie de son collègue Jean-Michel Gaillard, c'est finalement au Parti socialiste qu'il décide d'adhérer, et dans lequel il milite depuis au sein de la section de Lorient. Il prend la direction de celle-ci dès 1975, et désigne dans chacun des trois cantons de la ville un responsable chargé d'occuper le terrain pour rendre le parti plus visible auprès des Lorientais. Il obtient un premier mandat de conseiller municipal à l'occasion des élections municipales de 1977 en se faisant élire sur la liste du maire socialiste de Lorient, Jean Lagarde, dont il devient adjoint chargé de l'action économique.

### Maire de Lorient

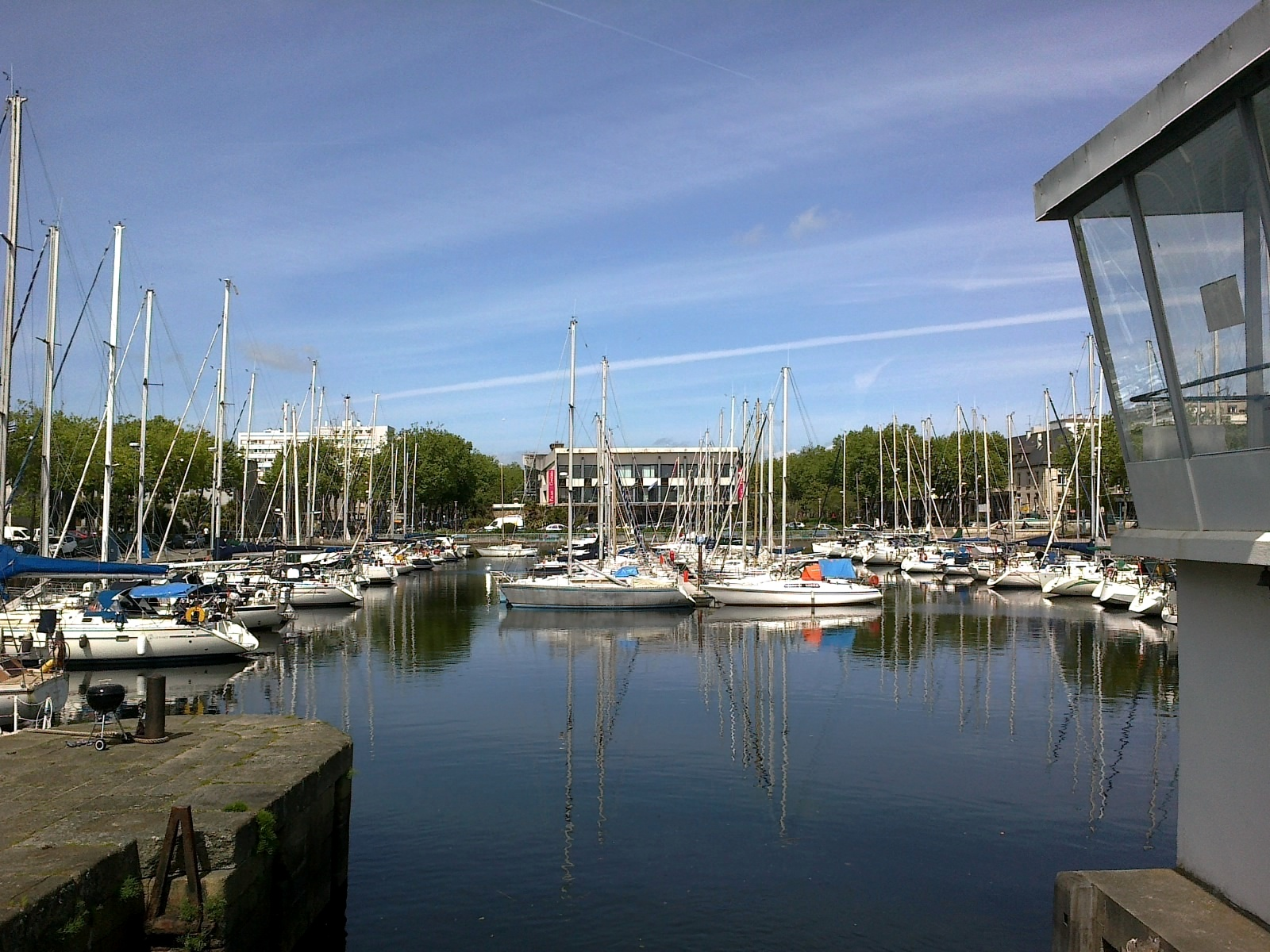
Le bassin à flot et le Palais des congrès de Lorient.

Il est élu maire de la ville le 4 juillet 1981, à la suite de la démission du précédent occupant du poste, Jean Lagarde, qui s'était engagé à se retirer à 70 ans. Il occupe cette fonction pendant dix-sept ans jusqu'en 1998, date de sa démission pour cause de cumul de mandats, après son élection au Conseil régional de Bretagne.
Il est alors remplacé par Norbert Métairie, son ancien adjoint, mais reste membre du conseil municipal. Il est réélu sur la liste de Norbert Métairie lors des élections municipales de 2001. Il démissionne cependant de ce mandat municipal au lendemain des élections régionales de 2004 pour se consacrer pleinement à son nouveau mandat de président de région.
Il est souvent rattaché à la « génération de 1977 », un groupe d'élus de gauche ayant conquis ou intégré des exécutifs de municipalités de l'ouest de la France lors des élections municipales cette année-là,. Comme Edmond Hervé à Rennes, ou Jean-Marc Ayrault à Nantes, sa politique est souvent comparée au socialisme municipal, ; l'action dans le domaine de l'économie culturelle est aussi relevée, le festival interceltique de Lorient qui gagne en importance lors de son mandat jouant un rôle comparable aux Tombées de la nuit de Rennes, ou à la Folle Journée de Nantes,.
Lors de son arrivée à la tête de la mairie de Lorient, il analyse la dépendance de l'économie de la ville au secteur étatique comme une faiblesse.
L'armée, via la Base aéronavale de Lann-Bihoué, la base de sous-marins de Keroman et l'arsenal de la ville occupent une place centrale dans l'économie de la ville, et Le Drian engage plusieurs actions pour diversifier le modèle économique lorientais. Il est ainsi amené à rencontrer de nombreux chefs d'entreprise. C'est par ce biais qu'il fait la connaissance de Paul Anselin, qui est actif dans le développement économique régional et l'aide à attirer des investisseurs à Lorient.
Avec d'autres élus du département, il s'engage, à partir du milieu des années 1980, pour accentuer l'essor des implantations universitaires à Lorient et aboutir à la transformation de celles-ci en université de plein droit. La région Bretagne fait à l'époque face à une hausse importante du nombre d'étudiants ; les autres sites de la région peinent à accueillir ceux-ci. Avec les députés Jean Giovannelli et Louis Le Pensec, il signe une tribune en décembre 1986 dans Ouest-France appelant à la création d'une université regroupant les sites de Quimper, Lorient et Vannes. Cette initiative est alors très critiquée par les présidents des universités bretonnes, mais reçoit un meilleur accueil chez les responsables politiques locaux. Les élections législatives de 1988 ramènent la gauche au pouvoir et un terrain favorable au développement de cette idée.
Jean-Yves Le Drian s'entend avec le maire de Vannes Pierre Pavec pour y travailler en commun, le maire de Quimper Bernard Poignant ayant préféré se retirer. Fin 1988, les deux maires présentent un projet de création d'université de Bretagne-Sud. Certains conseillers politiques du président de la République François Mitterrand s'y opposent, comme Pierre Moscovici. L'entrée au gouvernement de Jean-Yves Le Drian en mai 1991 permet à ce projet de gagner en poids politique et celui-ci est adopté en octobre 1991. L'officialisation de la création de l'université de Bretagne-Sud intervient en 1994 et celle-ci devient effective en 1995.
Plusieurs opérations de renouvellement urbain sont initiées lors de la seconde moitié de ses mandats. En 1989 est lancée la recomposition des trois barres de HLM du quai de Rohan, confié aux urbanistes Sophie Denissof et Roland Castro et achevé en 1996. La réhabilitation de l'îlot de la République, à proximité, est confiée par la suite à ce dernier architecte. Norbert Métairie, son adjoint à l'urbanisme lors de ces opérations, accède au poste de premier adjoint en 1995, avant de lui succéder à la mairie en 1998.
Il conserve une influence très forte sur la ville lors des deux décennies suivantes, et Lorient est régulièrement présentée comme étant son « fief ». Il appuie son successeur au poste de maire Norbert Métairie, et participe à l'émergence de figures politique locales comme le député Gwendal Rouillard,.
Le basculement à droite de la mairie de Lorient lors des élections municipales de 2020 est alors interprété dans la presse nationale comme « un coup dur » pour lui et « le début de la fin de [son] influence » dans la région. La presse locale explique cette défaite par les très nombreuses divisions au sein des socialistes locaux depuis la primaire citoyenne de 2017, et la désignation de Benoît Hamon comme candidat PS à l'élection présidentielle de 2017.
Supporteur déclaré du FC Lorient, il intervient à plusieurs reprises dans l'histoire du club lorsque celui-ci est en difficulté. Il est actif lorsque le club fait faillite en 1985. Lorsque la structure du club évolue en 1998, il va chercher des investisseurs pour reprendre le club, comme Jean-Guy Le Floch et Noël Couëdel, ce qui aboutit à la nomination de ce dernier comme président, puis est de nouveau actif lorsque Alain Le Roch devient actionnaire principal en 2001, ou encore en 2014 lorsque l'entraîneur historique du club Christian Gourcuff souhaite quitter la structure.

### Député du Morbihan
Contacté par le député PS de Lorient Yves Allainmat, il rencontre celui-ci au palais Bourbon au début de l'année 1977. Ne souhaitant pas se représenter, Allainmat propose à Le Drian de poser sa candidature pour les élections législatives de 1978, lui prenant la place de suppléant. Ils doivent cependant faire face au maire PS de Lorient Jean Lagarde, qui souhaite que l'ancien résistant et maire de Quéven Pierre Quinio représente les socialistes pour cette élection. Le duo peut compter sur le soutien de Pierre Mauroy, une des figures majeures du PS au niveau national, ainsi que sur le père de Le Drian, premier adjoint au maire de Lanester, alors que la ville est un secteur clef pour pouvoir remporter la circonscription. L'investiture est largement remportée, et Le Drian se voit opposer pour cette élection au candidat RPR Jean-Claude Croizer. Il est soutenu pendant sa campagne par des visites comme celles du volcanologue Haroun Tazieff, du chanteur André Dassary, ou de Pierre Mauroy. L'élection est remportée avec 52% des voix, grâce au report des votes communistes, et il fait à l'âge de 30 ans son entrée à l'Assemblée nationale, le 3 avril 1978.
Il parvient à conserver son siège pendant treize ans, jusqu'à son entrée dans le gouvernement d'Édith Cresson le 18 mai 1991 comme secrétaire d'État à la Mer. Lors des élections législatives de 1993, il cède à la «vague bleue» et ne parvient pas à récupérer son mandat de député, cédé à son suppléant Pierre Victoria pendant deux ans.
Il est battu le 28 mars 1993 par le candidat UDF Michel Godard. Il récupère finalement son siège de député à l'occasion des élections législatives de 1997. Il bat alors la candidate RPR Catherine Giquel en obtenant 56,79 % des voix au second tour. Il est réélu député le 16 juin 2002 pour un sixième mandat en battant le candidat UDF Fabrice Loher avec 50,39 % des voix au second tour[réf. nécessaire]. Il décide de ne pas se représenter pour les législatives de 2007 et soutient la candidature de sa chargée de mission à la région, Françoise Olivier-Coupeau.
Le Drian concentre une partie de son travail sur les questions liées à la Défense. Il intègre ainsi la commission de la Défense nationale et des Forces armées à partir de 1978, et en devient le vice-président en 1988. Il participe par ce biais à la rédaction de plusieurs rapports, et est en première ligne lors des débats portant sur la suppression du service militaire, ou sur l'engagement militaire français au Liban dans les années 1980 ou en Irak en 1991. Il en profite aussi pour intervenir dans les questions qui touchent à la ville dont il est maire, et qui compte plusieurs installations militaires.
Il est aussi actif dans le domaine maritime, et signe plusieurs rapports sur la question du transport des produits toxiques en mer, alors que sa circonscription est plusieurs fois touchée par des marées noires,, ou sur l'évolution du pavillon des Îles Kerguelen pour la marine marchande française,.

### Président du conseil régional de Bretagne

#### Séquences électorales en région

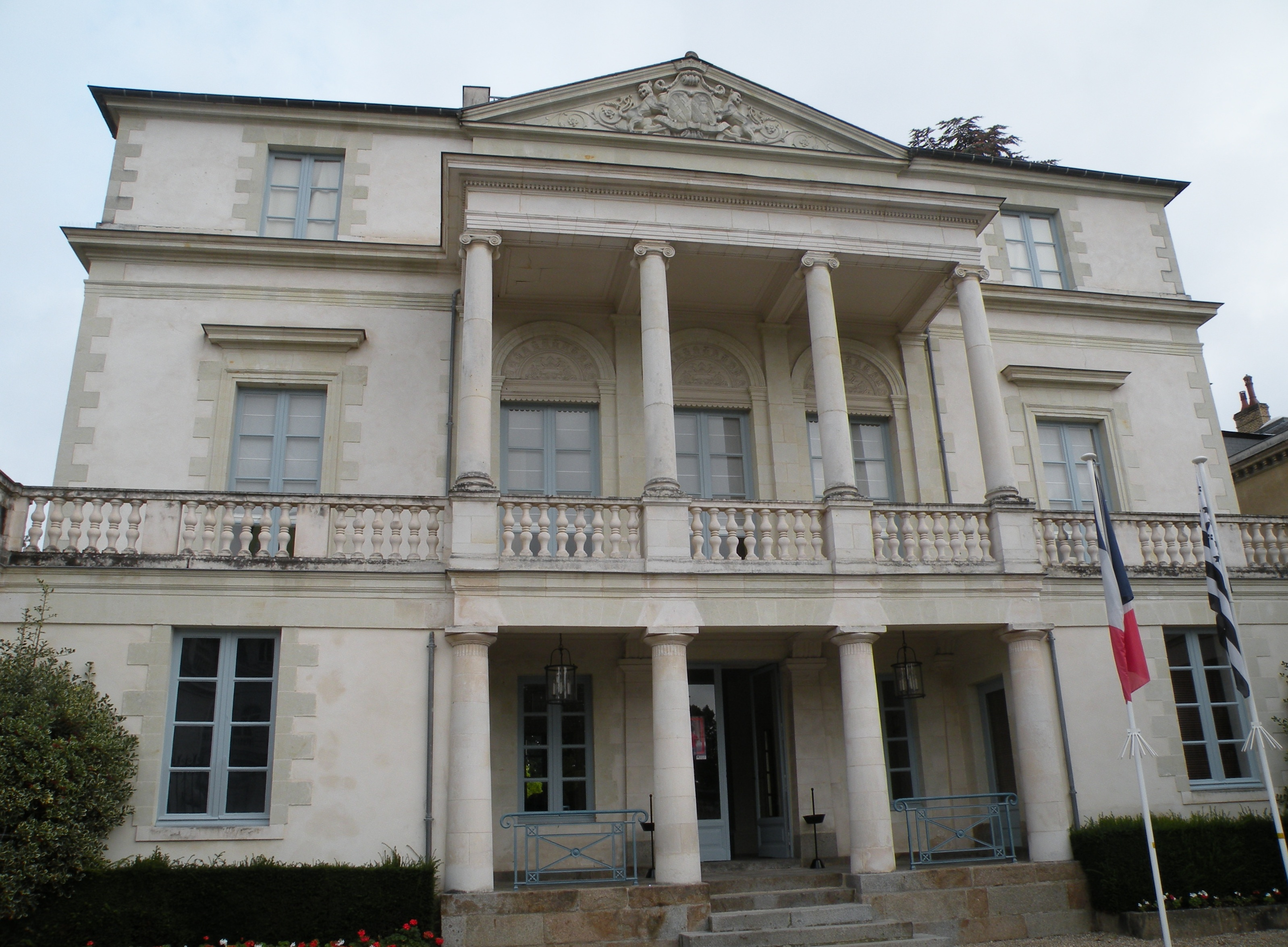
L'hôtel de Courcy, où siège le conseil régional de Bretagne à Rennes.

Grâce à sa position de porte-parole du Bureau régional d'études et d'informations socialiste, un groupe informel au sein du PS, Le Drian parvient à affirmer sa place de chef au sein des socialistes bretons. Cela lui permet de s'imposer comme tête de liste lors des élections régionales françaises de 1998, face à d'autres cadres du parti comme Charles Josselin, Louis Le Pensec, ou Marylise Lebranchu. Le parti ne parvient cependant pas à remporter cette élection. Il dirige alors au sein du conseil régional de Bretagne l'opposition au nouveau président RPR Josselin de Rohan. Il confie plus tard concernant cette période qu'« Il était important d’exercer sans arrêt un contre-poids à l’action de Rohan et de me faire connaître au niveau breton. […] On a entrepris surtout un travail de longue haleine pour préparer un projet et gagner en 2004 ». Il doit cependant laisser sa place de conseiller régional en 2002, alors député et touché par une loi anti-cumul de mandats.
Il mène de nouveau une liste d'alliance PS-PCF-PRG-Les Verts-UDB lors des élections régionales françaises de 2004 et remporte cette fois le scrutin, face à une liste menée par le président sortant De Rohan, avec 58,66 % des suffrages exprimés et 58 sièges. Cette nette victoire concrétise le progressif basculement à gauche de la Bretagne, et il devient ainsi le premier président socialiste du Conseil régional de Bretagne. Il se démarque lors de la campagne par ses stratégies de communication. Plus à l'aise dans les médias que Josselin de Rohan, il se singularise alors en portant régulièrement un ciré jaune.
En octobre 2009, candidat à sa propre succession, Jean-Yves Le Drian est choisi par le Parti socialiste pour mener la campagne en vue des élections régionales de mars 2010. À l'issue du premier tour, le 14 mars 2010, la liste qu’il mène obtient 37,2 % des voix, le plaçant loin devant la liste de l’UMP de Bernadette Malgorn (23,7 % des voix) et devant la liste Europe Écologie - UDB de Guy Hascoët (12,2 % des voix). Sa liste l’emporte au second tour en obtenant 50,27 % des voix et 52 sièges, contre 32,36 % à la liste UMP (20 sièges) et 17,37 % à la liste Europe-Écologie (11 sièges). Le 26 mars 2010, il est réélu président du conseil régional en obtenant 52 voix, les élus UMP, Europe-Écologie et UDB s’étant abstenus. Pendant la campagne, il est attaqué par Malgorn et Hascoët sur les déséquilibres entre l'est et l'ouest de la région, l'échéance à venir de la politique agricole commune, ainsi que sur la question du projet d'aéroport à Notre-Dame-des-Landes que la région finance en partie.
Le Drian participe aux élections régionales de 2015 en Bretagne tout en étant au gouvernement. Le PS a alors conclu un accord national avec EELV, et il est poussé à inclure des écologistes sur ses listes, ce qu'il refuse jusqu'au bout, malgré une intervention du Premier ministre dans ce sens. Il doit faire face à Marc Le Fur qui dirige les listes de droite, et à Christian Troadec qui dirige une liste écologiste, ces deux opposants occupant la scène médiatique depuis le mouvement des bonnets rouges en 2013. Il doit aussi faire face à la montée du Front national qui dispose alors d'une importante dynamique nationale, représenté localement par Gilles Pennelle. Attaqué sur la question du cumul des mandats, il remporte le scrutin avec 51,41 % des voix au second tour, contre 29,72 % pour Le Fur, et 18,87 % pour Pennelle. Après avoir été nommé ministre de l'Europe et des Affaires étrangères le 17 mai 2017, il démissionne de la présidence de la région le 2 juin suivant, tout en restant conseiller régional.

#### Gestion de la région
Lors de son premier mandat à la tête du conseil régional de Bretagne, Le Drian s'entoure de personnalités venant de plusieurs tendances de la gauche au sein de l'exécutif. La première vice-présidence revient à Marylise Lebranchu, Pierrick Massiot obtient la vice-présidence chargée des finances, Christian Guyonvarc'h (UDB) se voit attribuer celle aux affaires européennes et internationales, et Gérard Lahellec (PCF) celle aux transports. L'exécutif compte aussi Sylvie Robert (communication), Odette Herviaux (agriculture).
Dans le domaine écologique, plusieurs mesures sont mises en œuvre dès son premier mandat. Un plan de rénovation des lycées permet à ceux-ci d'importantes économies d'énergie. Des investissements importants dans les transports en commun ont lieu, notamment dans le réseau du TER Bretagne, ce qui permet à ce dernier de voir sa fréquentation augmenter de 50% en six ans. Dans le domaine de la gestion de l'eau, la région ne parvient pas à voir cette compétence lui être transférée, et la question des algues vertes continue de poser problème.

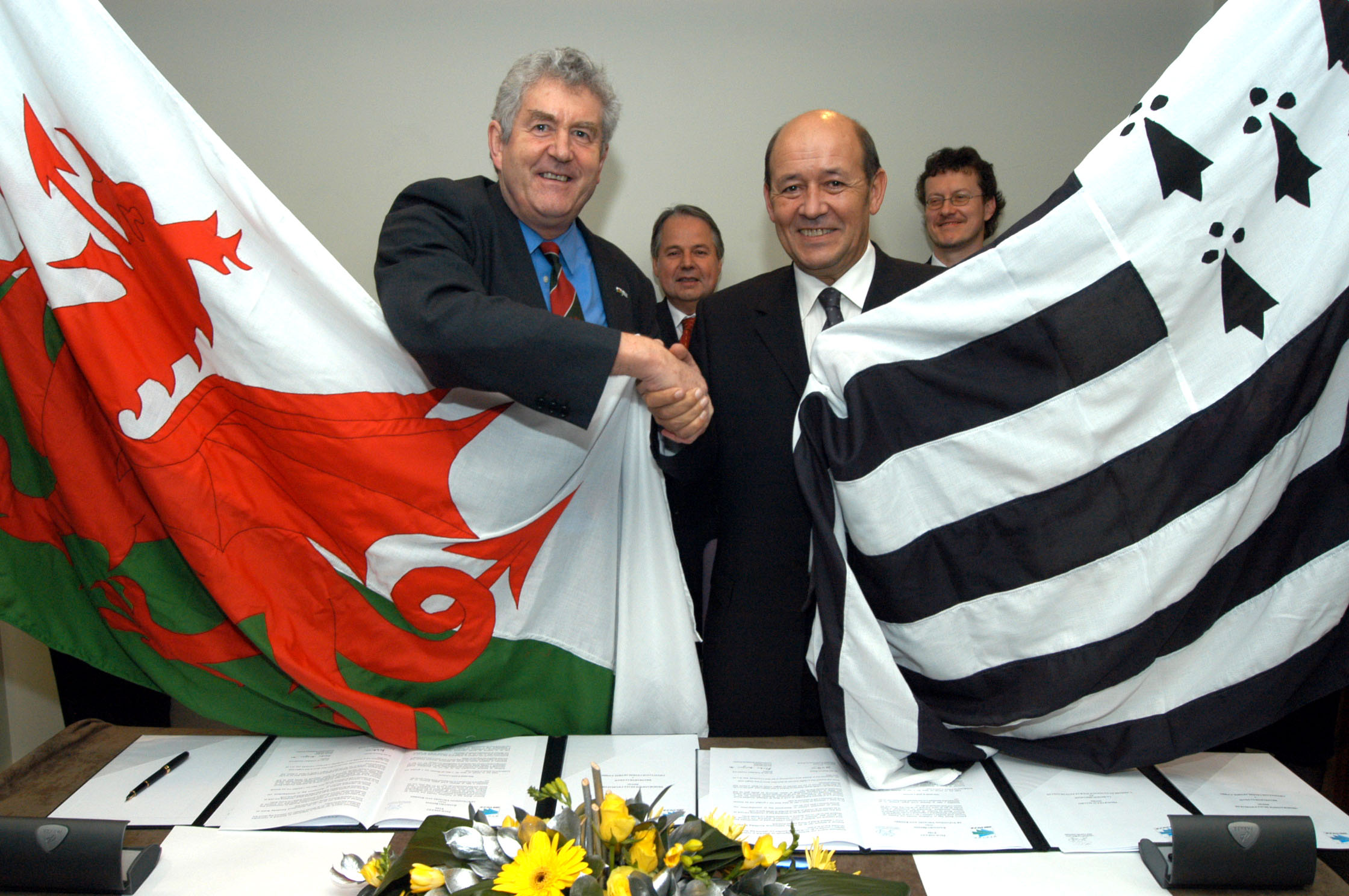
Jean-Yves Le Drian et Rhodri Morgan en 2004 lors du jumelage entre la Bretagne et le pays de Galles.

Dans le domaine de la culture et de la communication, les ressources de la région restent limitées. Françoise Olivier-Coupeau, qui va lui succéder dans la Cinquième circonscription du Morbihan, dirige alors ses relations avec la presse. En 2006, Le Drian est crédité de 44 % d'opinions favorables. Dès 2004, le conseil régional vote à l'unanimité un voeu portant sur la réunification administrative de la Bretagne, ainsi qu'un plan d'aide et de promotion de la langue bretonne. Il s'implique aussi dans la Breizh Touch, opération de communication de la région à Paris en 2007 aux trois quarts financée par le conseil régional, et plusieurs campagnes de promotion du tourisme régional vont suivre. Il initie l'institutionnalisation de la Fête de la Bretagne en 2009, à l'image de la fête de la Saint-Patrick irlandaise.
Dans le domaine économique, Le Drian prend l'habitude dès son premier mandat de visiter une fois par an au Japon les entreprises nippones implantées dans la région. Une politique de formation et de développement de l'apprentissage est mise en œuvre au même moment.
Cependant, le bilan de son premier mandat dans ce domaine est jugé « mitigé » par Le Télégramme en 2010, qui juge par ailleurs que « les relations avec les entreprises (…) se sont détériorées ». Lors de son second mandat, la crise agricole gagne en intensité, et le mouvement des Bonnets rouges prend de l'importance dans la région en 2013. Alors au gouvernement, Le Drian prend position pour l'abrogation de l'« écotaxe ». Un plan de cyberdéfense est acquis, permettant un essor des emplois liés à ce domaine dans la région.
Les infrastructures sont développées de plusieurs manières. Le financement régional pour la LGV Bretagne-Pays de la Loire est aussi obtenue par la signature d'une convention en 2008, mais le tronçon allant de Rennes à Brest est exclu. La mise en deux fois deux voies de la RN 164 continue sous ses mandats. L'accès à l'internet très haut débit par le déploiement de la fibre optique est aussi acté, et un pacte électrique breton basé sur les énergies marines est développé pour sécuriser l'approvisionnement électrique de la région. Ces investissements se font via de fortes hausses d'impôt dès le début de son premier mandat. Cependant, Le Télégramme indique qu'à l'issue de son premier mandat les aides régionales ont avant tout favorisé les secteurs urbains, et en premier lieu celui de Rennes.
Il parvient par ailleurs à diviser efficacement l'opposition de droite au conseil régional lors de son premier mandat.

### Engagements au Parti socialiste
Il rencontre le futur président de la République François Hollande en 1979 dans le cadre d'un des procès du Front de libération de la Bretagne (FLB). L'assistant de l'avocat de ceux-ci, Jean-Pierre Mignard, l'appelle à témoigner sur sa vision de la Bretagne, et le met en contact avec un de ses amis, François Hollande. Ils se rencontrent pour la première fois dans un bureau de l'Assemblée nationale, puis régulièrement au domicile d'Hollande et de Ségolène Royal, rue de Rennes à Paris. Les années suivantes, il se rapproche politiquement de Hollande qui souhaite à l'époque sortir de la logique des courants du Parti socialiste, et co-signe avec lui, Jean-Pierre Mignard et Jean-Michel Gaillard une tribune dans Le Monde le 16 décembre 1984 « Pour être modernes, soyons démocrates » qui marque le début des « transcourants » au parti. Il hérite à l'époque du surnom de « saumon rose » en raison de sa capacité à remonter les courants au PS
Dans le but d'assurer le soutien d'un cadre du parti à l'initiative des « transcourants », Le Drian a l'idée d'inviter Jacques Delors à Lorient, en marge de la course de l'Europe que le président de la Commission européenne vient de lancer pour communiquer sur la Communauté économique européenne et qui fait escale dans la ville. Le 22 août 1985, il accueille avec Hollande Jacques Delors au centre culturel Amzer Nevez, dans la banlieue lorientaise. Ces rencontres vont se tenir tous les ans à Lorient jusqu'en 1996.
Lors de la primaire PS pour la présidentielle de 2007, il fait partie des huit présidents de conseils régionaux à prendre parti fin 2006 en faveur de la candidature de Ségolène Royal.

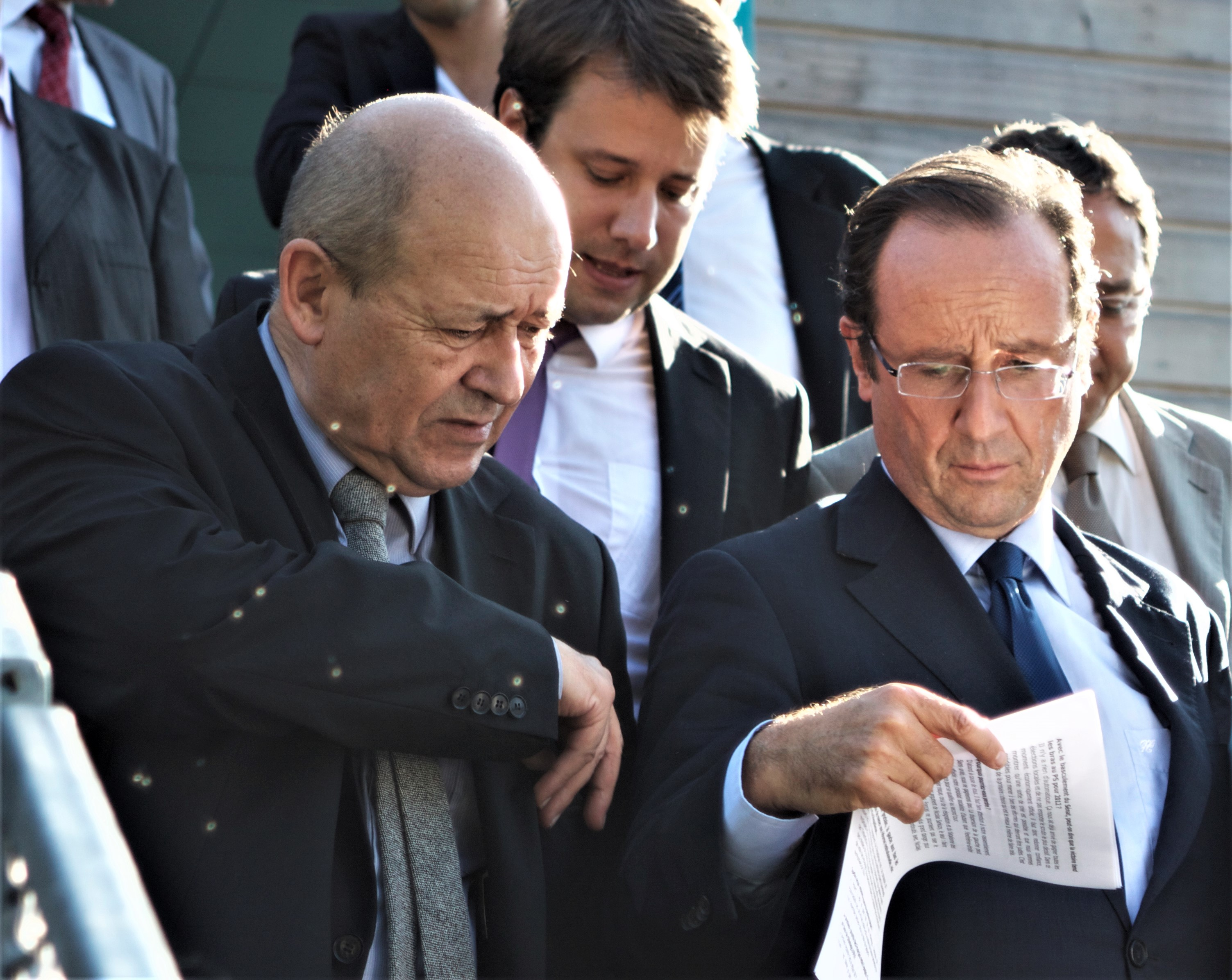
Le Drian s'engage en faveur de François Hollande lors de l'élection présidentielle de 2012.

Lors de la primaire organisée par le Parti socialiste pour désigner son candidat à la présidentielle de mai 2012, il soutient François Hollande. Chargé des questions de défense du candidat, il dirige un groupe d'experts réunissant des hauts fonctionnaires, des cadres de l'industrie de l'armement et des membres des cabinets des précédents ministres socialistes de la Défense. Il établit, durant la campagne, des contacts avec les gouvernements étrangers, se rendant notamment à Washington au début du mois de mars 2012. Il prépare également le discours sur la Défense prononcé par le candidat le 11 mars 2012.
Lors de l'approche de l'échéance présidentielle de 2017, et alors que la présence de François Hollande est remise en cause par une suite de sondages défavorables, il prend position le 6 novembre 2016 et décrit le Premier ministre Manuel Valls comme le mieux placé pour être le candidat de la gauche à l'élection présidentielle française de 2017, dans le cas où le président sortant, François Hollande, ne se représente pas.
Il soutient finalement Manuel Valls lors de la primaire citoyenne de 2017 après la renonciation de François Hollande. L'ancien Premier ministre défait par Benoît Hamon, Le Drian annonce le 23 mars 2017 son soutien dès le premier tour à la candidature d'Emmanuel Macron. Il reste adhérent du PS malgré son entrée au gouvernement, alors qu'Olivier Dussopt est exclu du parti après avoir été nommé secrétaire d'État.

### Rapprochement de La République en marche
Le 8 mars 2018, il annonce qu'il quitte le Parti socialiste. Peu avant, le coordinateur du PS, Rachid Temal, avait déclaré que Le Drian et les membres du parti ayant rejoint le gouvernement d'Édouard Philippe n'étaient plus membres de fait du parti et que, par conséquent, ils ne pourraient voter au congrès d'Aubervilliers.
Désormais sans parti, non encarté à La République en marche (LREM), il fonde son propre mouvement fin 2018, baptisé Les Progressistes bretons. Par là, il espère « créer une dynamique et attirer, au-delà des appartenances politiques, tous ceux qui se retrouvent dans [ses] valeurs, basées sur l'ouverture, l'humanisme, le développement de la Bretagne et la préservation de l’identité européenne ».
Après l’avoir annoncé en octobre 2019, il cofonde en février 2020, avec d'anciens membres du PS, le parti Territoires de progrès, qui se veut être une « aile gauche » social-démocrate de LREM. Il soutient notamment sur "sa" circonscription historique du Morbihan Lysiane Métayer, investie par Renaissance et finalement élue aux élections législatives 2022.

### Responsabilités ministérielles

#### Secrétaire d'État à la Mer sous François Mitterrand (1991-1992)

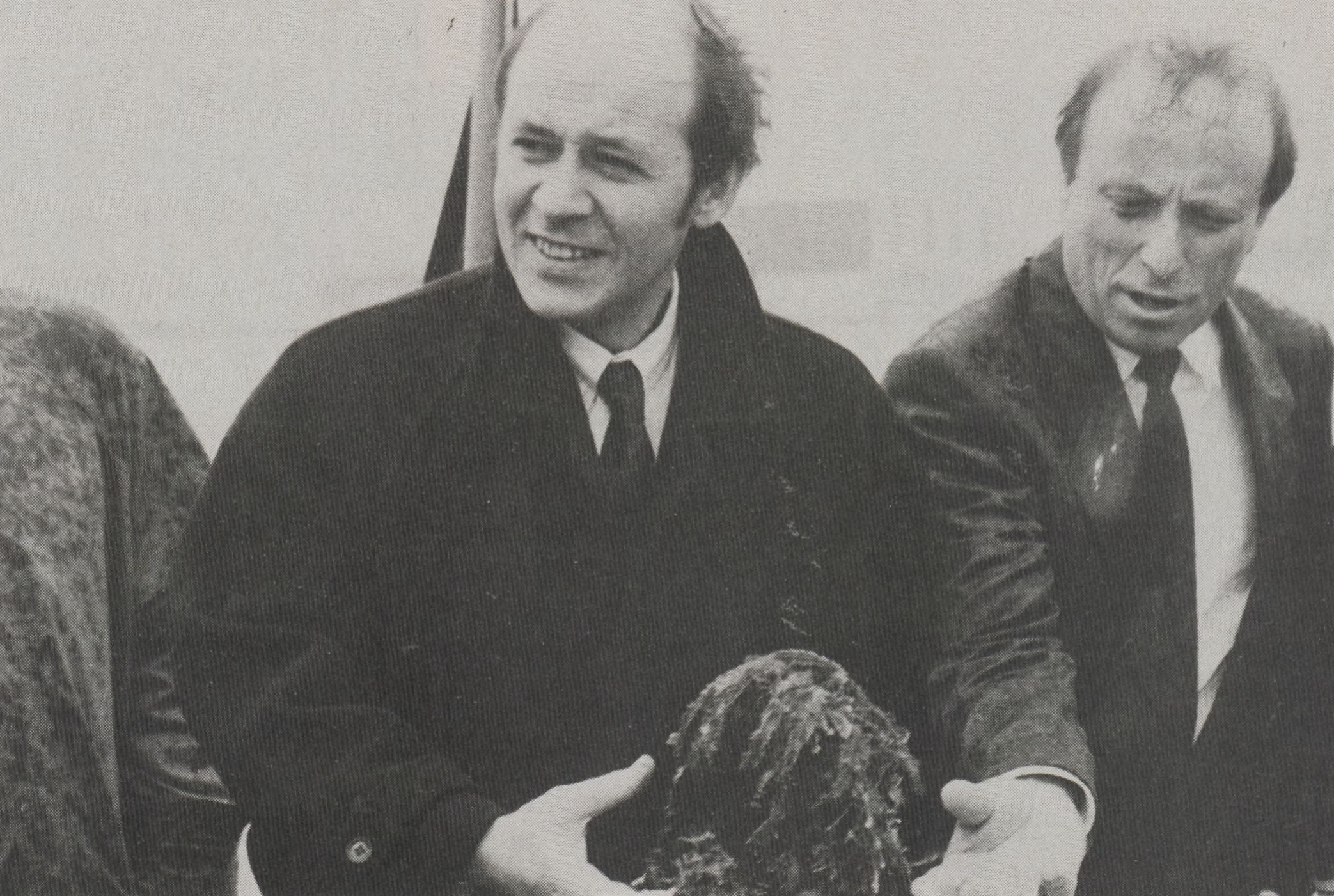
Jean-Yves Le Drian, alors secrétaire d'État à la Mer, à Toulon, en 1992.

Jean-Yves Le Drian rencontre François Mitterrand au palais de l'Élysée en 1990. Ce dernier se sépare de son Premier ministre Michel Rocard quelques mois plus tard, et nomme Édith Cresson pour lui succéder le 15 mai 1991. Le Drian, qui a signé en 1989 un rapport portant sur la modernisation de la marine marchande française, entre au gouvernement comme secrétaire d'État chargé de la Mer. Il intègre alors la Place de Fontenoy, et travaille sous l'autorité du ministre de l'Équipement, du Logement, des Transports et de l'Espace, Paul Quilès. Il s'entoure de Jacques Roudier et de Marie-Françoise Simon-Rovetto, ainsi que de Yves Barraquand et de Didier Vaillant dans son cabinet.
Une réforme du statut des dockers est alors envisagée depuis plusieurs années, et d'autres pays européens ont déjà fait évoluer leur droit. Après avoir obtenu un arbitrage favorable de Matignon, l'intention de faire évoluer ce statut est rendue publique le 28 novembre 1991 ; les syndicats ont alors jusqu'au 15 janvier suivant pour entamer des discussions dans chaque port.
L'opposition des dockers est importante, et prend la forme de grèves et d'arrêts de travail, y compris au port de commerce de Lorient, ville dont Le Drian est alors maire. Sa permanence est prise pour cible, tout comme l'hôtel de ville de Lorient, et des tags « À mort Le Drian » sont visibles en ville.
Le mouvement d'opposition gagne plusieurs ports, mais s'essouffle dès le début de 1992. La presse et les sondages d'opinion jugent alors positive la gestion du dossier, et la réforme poursuit son cours.
La démission d'Édith Cresson le 2 avril 1992 et son remplacement par Pierre Bérégovoy au poste de Premier ministre entraîne le remplacement de Le Drian par Charles Josselin au poste de secrétaire d'État à la Mer. Son éviction du gouvernement est vue comme une nécessité pour faire entrer d'autres personnalités plus importantes ; l'entrée de Bernard Tapie au gouvernement est aussi avancée, ce dernier étant un élu de Marseille, ville comptant de très nombreux dockers. Son nom apparaît aussi dans l'affaire SAGES, ce qui affaiblit son poids politique. La réforme du statut des dockers est finalement menée à son terme par son successeur, Charles Josselin.

#### Ministre de la Défense sous François Hollande (2012-2017)

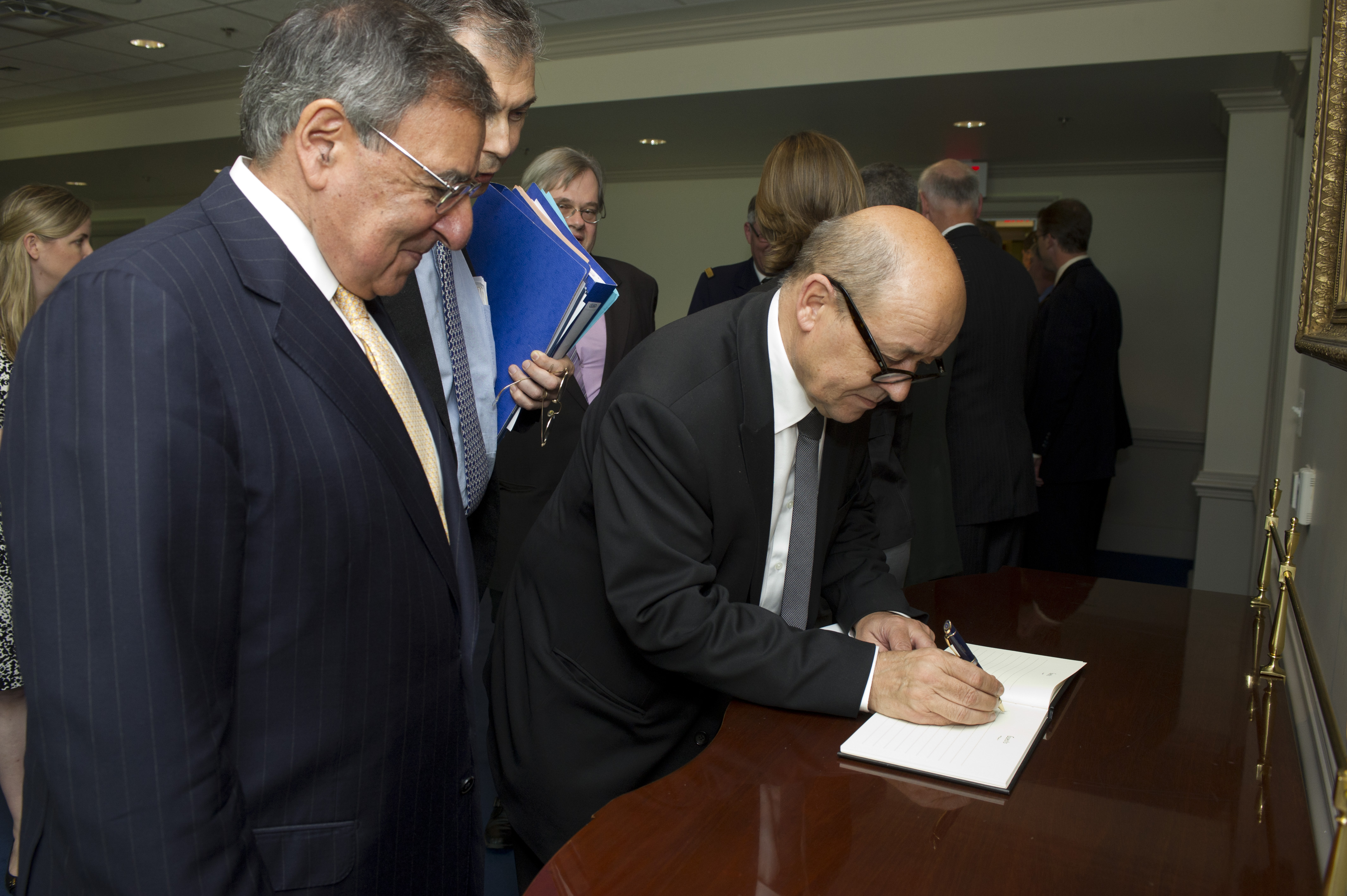
Jean-Yves Le Drian signant le livre d'or du Pentagone en la présence du secrétaire à la Défense américain Leon Panetta (Washington, le 19 mai 2012).

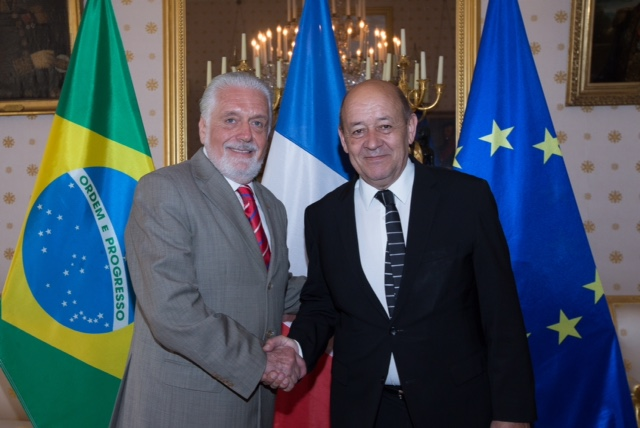
Jean-Yves Le Drian avec le ministre brésilien de la défense Celso Amorim (Brasilia, 15 mai 2015).

Ses compétences dans le domaine de la Défense font que le président de la République Nicolas Sarkozy tente à plusieurs reprises de l'intégrer dans ses gouvernements, au titre de l'ouverture. Dès le début de son mandat présidentiel en mai 2007, il lui propose le poste de ministre de la Défense. Cette proposition est réitérée à l'issue des législatives de juin 2007 dans le cadre de la composition du gouvernement Fillon II, ce qu'il refuse de nouveau,. Une nouvelle tentative a lieu en marge de la finale de la Coupe de France de football en mai 2009, mais avec le même succès.
Après la victoire du candidat socialiste en 2012, au terme d'une campagne durant laquelle il était déjà chargé des questions militaires, Jean-Yves Le Drian est nommé ministre de la Défense dans son gouvernement. Il s'entoure alors de Cédric Lewandowski comme directeur de cabinet et de Jean-Claude Mallet comme conseiller politique ; son équipe de travail compte aussi des personnalités comme Laurent Collet-Billon, le général Pierre de Villiers à différents postes. Il est l'une des six personnalités à avoir participé à l'ensemble des gouvernements sous la présidence de François Hollande. En février 2017, à l'approche du scrutin présidentiel de 2017, l'idée qu'il puisse poursuivre sa mission au ministère de la Défense, et ce, quelle que soit la majorité, est évoquée. Durant le quinquennat de François Hollande, il est l'un des ministres les plus populaires.

##### Gestion des théâtres d'opérations

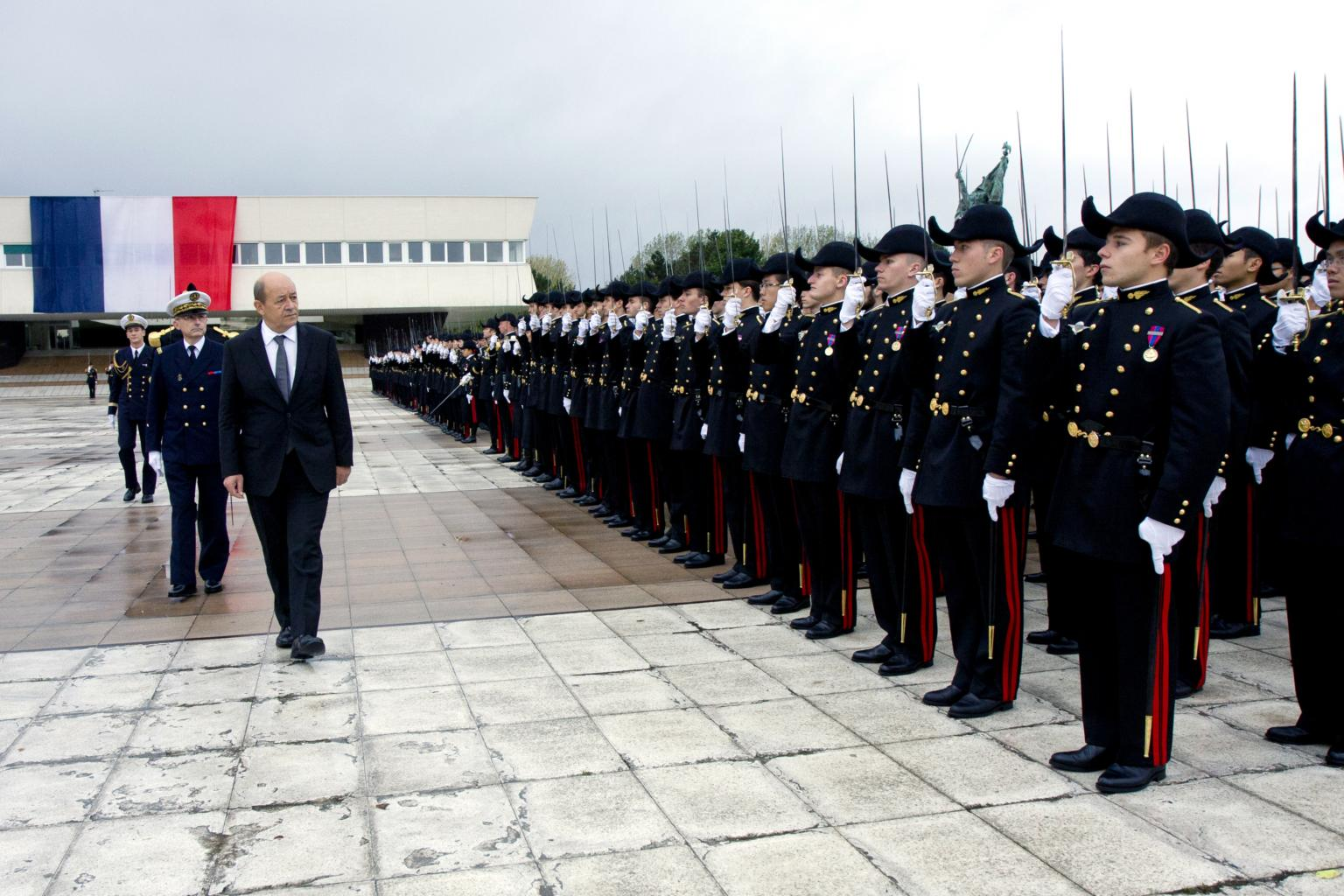
Jean-Yves Le Drian passant en revue les élèves de l'École polytechnique (2013).

Durant son ministère, il a notamment à gérer le retrait des troupes françaises d'Afghanistan, annoncé par le candidat Hollande lors de sa campagne, ainsi que l'intervention militaire française au Mali.
Le 14 juillet 2014, il annonce la fin de l'opération Serval au Mali et le lancement de l'opération Barkhane au Sahel,.

##### Évolutions structurelles de l'armée

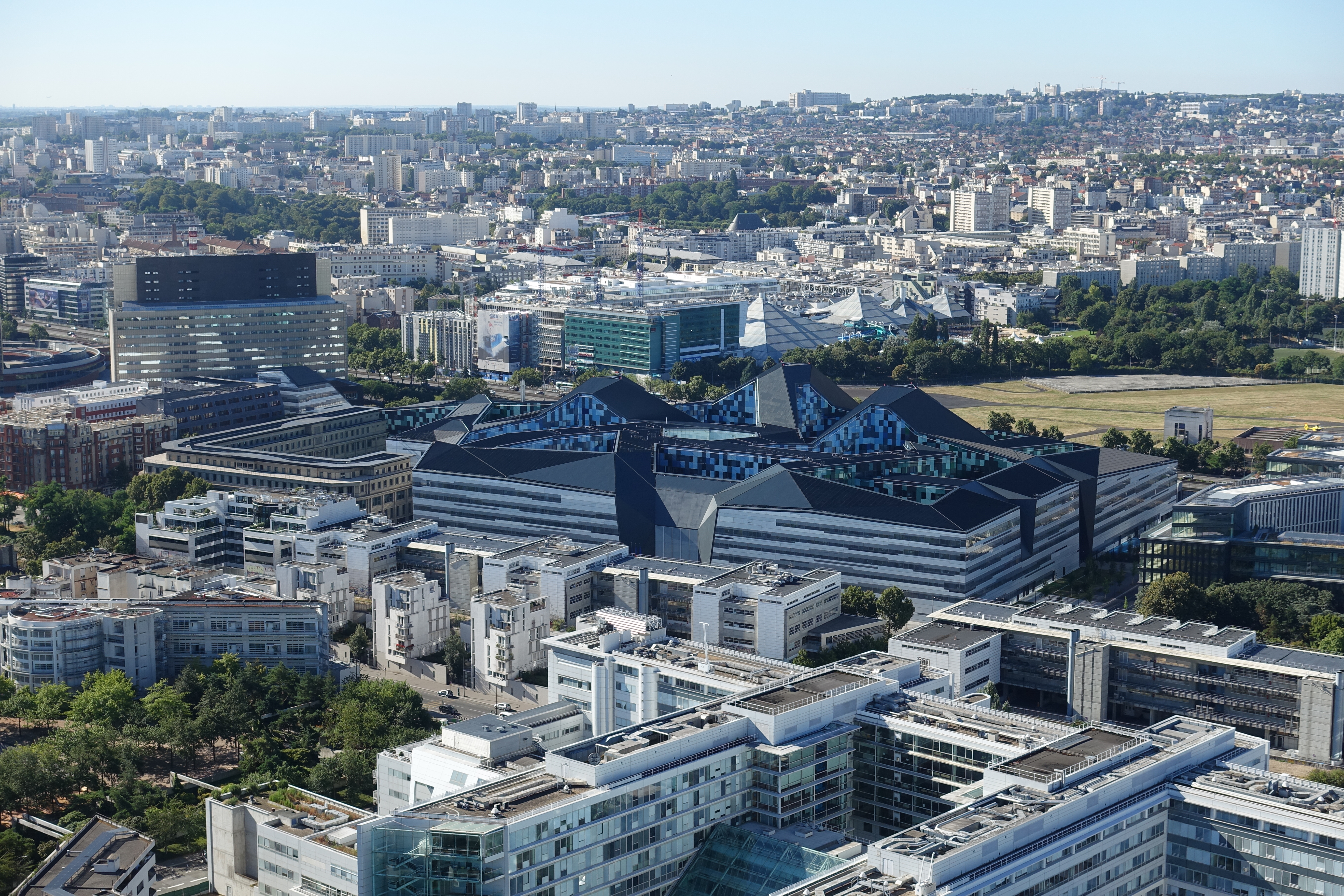
La Défense déplace son siège à l'Hexagone Balard lors de l'exercice de Le Drian.

La rédaction d'un nouveau Livre blanc de la défense et de la sécurité nationale rendu public le 29 avril 2013 et la préparation de la nouvelle loi de programmation militaire (LPM) pour la période 2014-2019.
Fin 2013, il annonce que le logiciel Louvois, critiqué pour ses nombreuses erreurs de versement de salaires qui touche plusieurs dizaines de milliers de soldats, est abandonné et qu'un nouveau système sera lancé en 2015,.
Le 12 décembre 2016, Jean-Yves Le Drian officialise la stratégie cyberdéfense, sorte de quatrième armée, à côté de l’armée de terre, la marine et l’armée de l’air, pour le combat dans le cyberespace. Cette force de 3 200 experts pourra mener la riposte en cas de cyberattaque.
Le 18 octobre 2016, Jean-Yves Le Drian officialise au salon Euronaval du Bourget le lancement dès début 2017 d’un nouveau programme de frégates, les frégates de taille intermédiaire, dites FTI, ou Belharra à l’export. L'objectif est de s’imposer dans le marché très compétitif des frégates de 4 000 tonnes.
Le déménagement des services du ministère de la Défense de l'Hôtel de Brienne vers l'Hexagone Balard a lieu sous son exercice, en novembre 2015, ce qui entraîne le regroupement d'environ 9 300 personnes sur le nouveau site.
Le Drian continue cependant d'occuper l'Hôtel de Brienne, le faste de ce lieu étant mis en avant pour justifier la décision, et jugé plus approprié pour recevoir des dignitaires étrangers et pour favoriser la signature de contrats d'armement.

##### Ventes d'armes à l'international

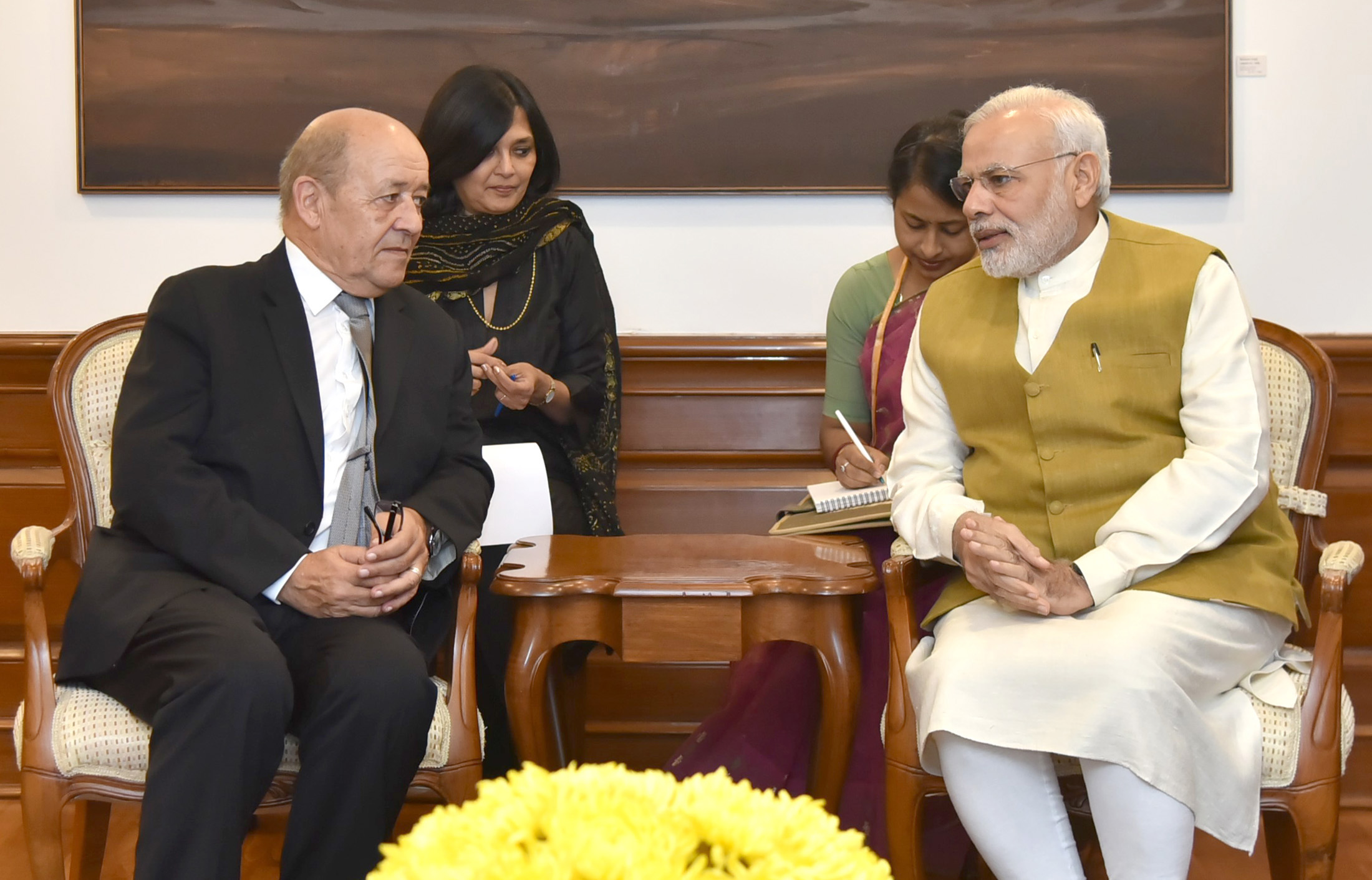
Le Drian avec le Premier ministre Modi lors de la signature de la vente de chasseurs Rafale à l'Inde (2016).

Lors de son passage au ministère, le montant de la vente d'armes à l'étranger passe de 4,6 milliards d'euros en 2012 à 16 milliards d'euros en 2015, puis à 20 milliards d'euros en 2016.
Ces ventes sont favorisées par un regain de tensions internationales qui poussent certains pays à s'équiper, et par la démonstration de l'efficacité du matériel lors des opérations de l'armée française.
Un « Comité ministériel des exportations de Défense » est créé lors de l'arrivée de Le Drian à la Défense, piloté par Cédric Lewandowski, et qui réunit différents industriels, personnels militaires et représentant de l'État. Le but est alors de coordonner les efforts en vue de négociations de ventes d'armement. Le Drian s'investit souvent directement en faisant du relationnel avec des dirigeants politiques étrangers.
Il est alors le premier à parvenir à vendre des chasseurs Rafale. Le premier contrat est passé avec l'Égypte le 16 février 2015 et porte sur 24 avions et 12 appareils supplémentaires en option,, puis le 4 mai 2015 un contrat est passé avec le Qatar pour 24 appareils,. En marge du Compétition MRCA, l'Inde signe un contrat portant sur 36 Rafales le 23 septembre 2016.
Les ventes réalisées sous son exercice comportent aussi de grands bâtiments navals. À la suite de l'affaire des Mistral, les futurs Gamal Abdel Nasser et Anouar el Sadate sont vendus à la marine égyptienne le 23 août 2015 pour 950 millions d'euros. La Frégate multi-missions Tahya Misr est elle aussi vendue à la marine égyptienne en février 2015

#### Ministre des Affaires étrangères sous Emmanuel Macron (2017-2022)
En 2017, après la victoire d'Emmanuel Macron à l'élection présidentielle, Jean-Yves Le Drian est nommé ministre de l'Europe et des Affaires étrangères dans le gouvernement Édouard Philippe. Il est ainsi la seule personne, avec Annick Girardin, à faire à la fois partie d'un gouvernement sous François Hollande et sous Emmanuel Macron. Il est nommé au Quai d'Orsay alors que plusieurs puissances étrangères connaissent un certain affaiblissement, ce qui favorise la diplomatie française. Son directeur de cabinet est Emmanuel Bonne, ancien conseiller de François Hollande à l’Élysée pour l’Afrique du Nord et le Moyen-Orient.

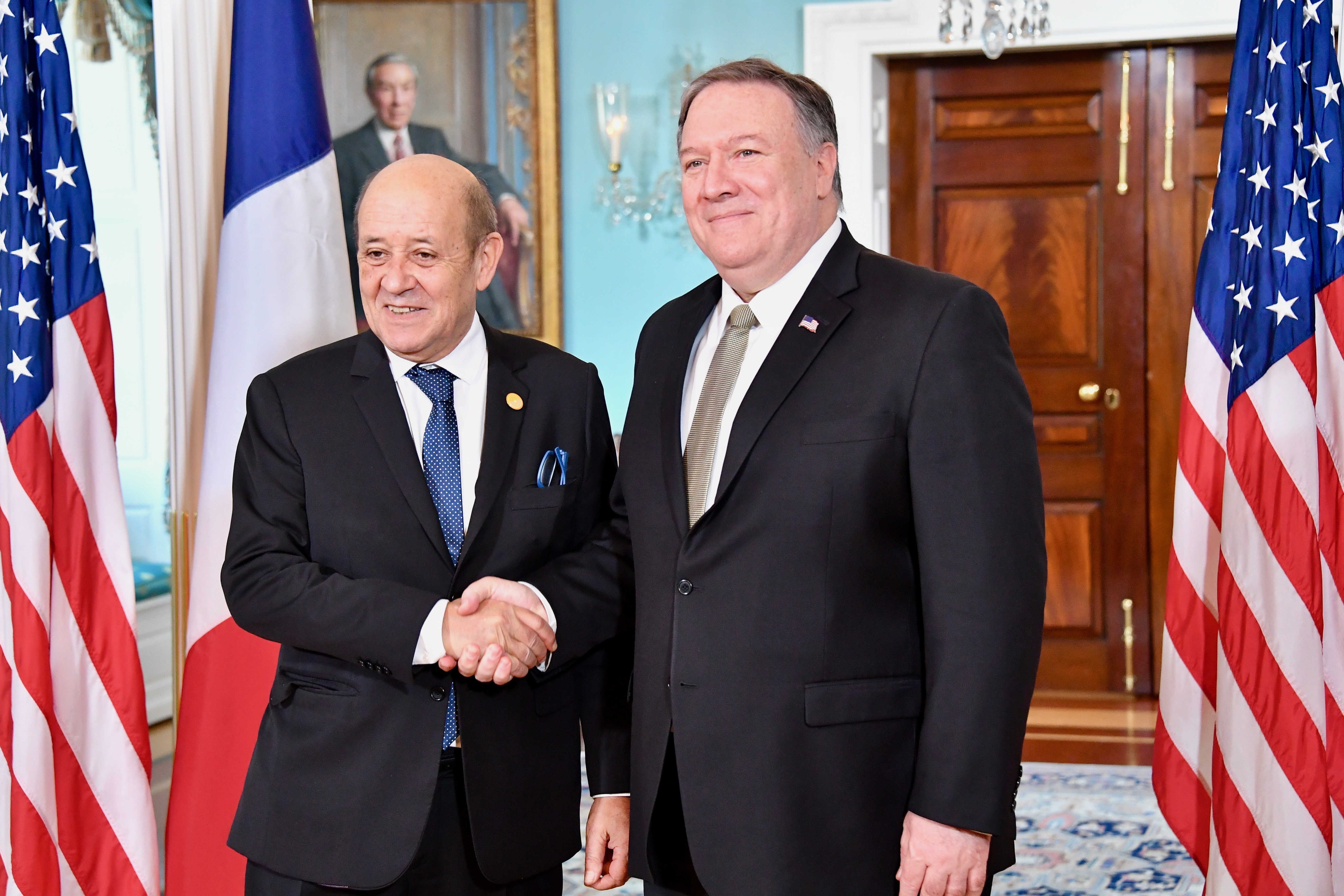
Jean-Yves Le Drian et Mike Pompeo, secrétaire d'État des États-Unis, en février 2019.

En 2019, il apparaît comme le ministre le plus populaire du gouvernement, et se hisse en tête dans les sondages de popularité de personnalités politiques françaises,,.
En janvier 2019, Europe 1 indique que « Jean-Yves Le Drian se montre critique sur l'entourage présidentiel, jugé déconnecté », et « considère aussi que le balancier penche trop à droite ». Il se montre discret dans les médias. Avec les ministres Olivier Dussopt et Didier Guillaume, il prépare le lancement au sein de la majorité d'un mouvement politique de centre gauche, constitué d'anciens du PS,. Dans le contexte de la pandémie de Covid-19 en France, son nom est évoqué pour succéder à Édouard Philippe à la tête du gouvernement ; il déclare ne pas écarter cette possibilité.
Après le meurtre de Jamal Khashoggi par des Saoudiens, à la fin de l’année 2018, il affirme ne pas avoir eu connaissance des preuves annoncées par la Turquie à ce sujet, et met en cause « un jeu politique particulier dans cette circonstance » de la part du président turc Recep Tayyip Erdoğan. Cette déclaration entraîne une vive réaction du pouvoir turc; le Quai d'Orsay évoque alors un « malentendu », expliquant que Jean-Yves Le Drian voulait dire qu’il n’avait pas reçu d’informations lui permettant d’établir dans l’affaire Khashoggi la « vérité complète, qui est la seule qui nous importe et ne tient pas seulement à des enregistrements turcs quelle qu’en soit la nature ». Sept diplomates et agents du renseignement français contredisent également Jean-Yves Le Drian.
En janvier 2019, il est auditionné par la commission d’enquête du Sénat sur l'affaire Benalla, au sujet des passeports détenus par Alexandre Benalla. Le député LR Guillaume Larrivé, co-rapporteur de la commission d’enquête de l’Assemblée nationale sur l’affaire Benalla, saisit le procureur général près la Cour de cassation, François Molins, afin de demander la « mise en mouvement de l’action publique » à son encontre devant la Cour de justice de la République, lui reprochant d’avoir indûment délivré deux passeports diplomatiques à Alexandre Benalla, et de ne pas les avoir fait désactiver après son limogeage de l’Elysée[pertinence contestée].

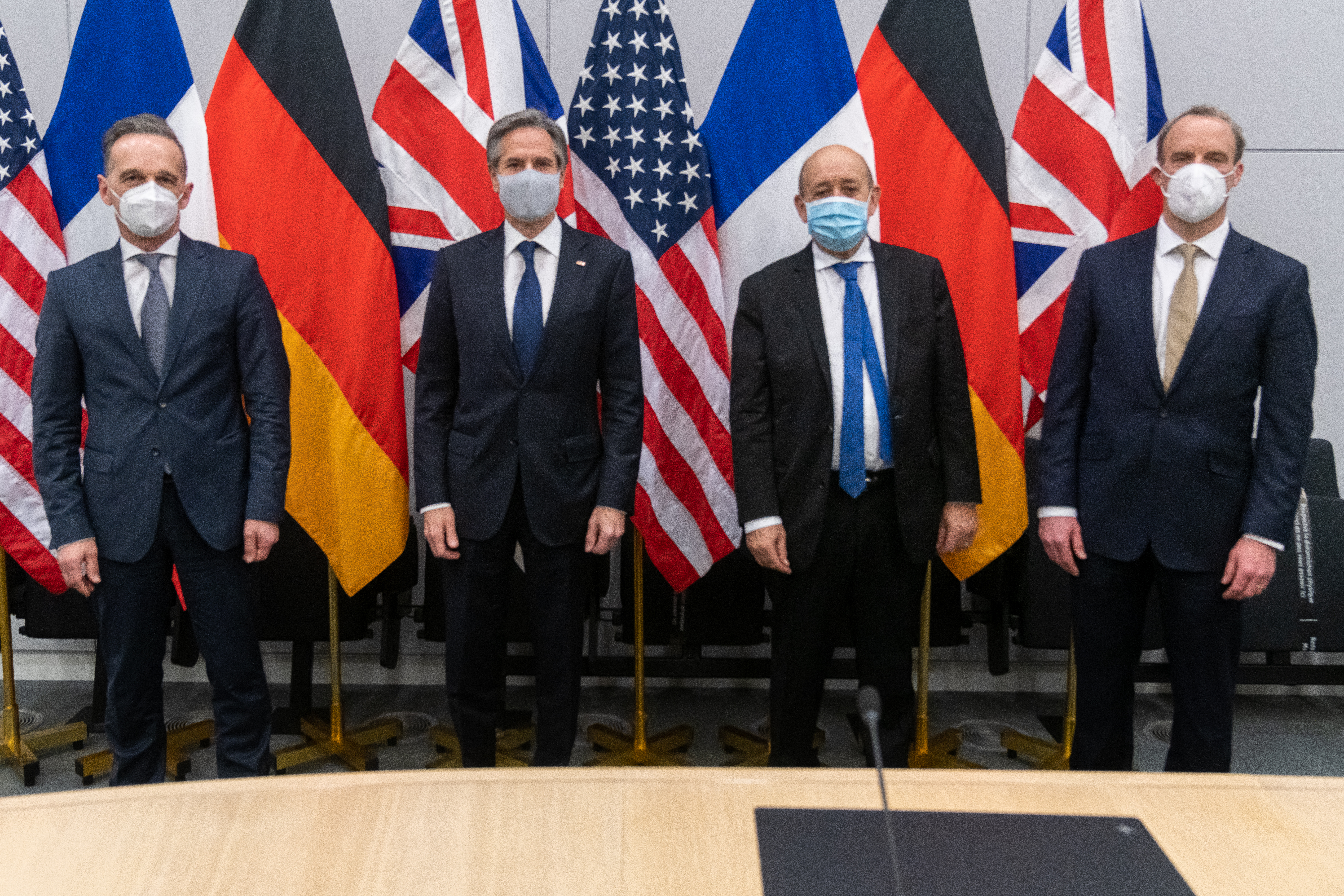
Jean-Yves Le Drian avec ses homologues Antony Blinken, Dominic Raab et Heiko Maas (Bruxelles, 23 mars 2021).

En février 2019, il assure devant la commission des Affaires étrangères de l’Assemblée nationale, au sujet de la guerre civile yéménite, que « l’action de l’Arabie saoudite s’effectue essentiellement par voie aérienne et nous ne fournissons rien à l’armée de l’air saoudienne » : Mediapart, s'appuyant sur des documents du Parlement britannique rendus publics le 11 mai 2018, affirme au contraire que « la France a bel et bien vendu depuis 2015 du matériel militaire, plus spécifiquement des outils de guidage laser, à l’aviation saoudienne ». En réponse, le cabinet de Jean-Yves Le Drian indique que « la France n’a pas, dans un passé récent, autorisé de livraison d’avions de combat ou de bombes aéroportées à l’armée de l’air saoudienne. Elle a fait le choix d’accroître son niveau de vigilance en soumettant les demandes d’autorisation d’exportation à un examen différencié selon les situations, et adapté aux enjeux, dans le cadre d’une approche responsable et équilibrée ».
En mai 2019, il annonce le réengagement de la France en République démocratique du Congo, dans trois secteurs en particulier : la santé, le développement et la défense.

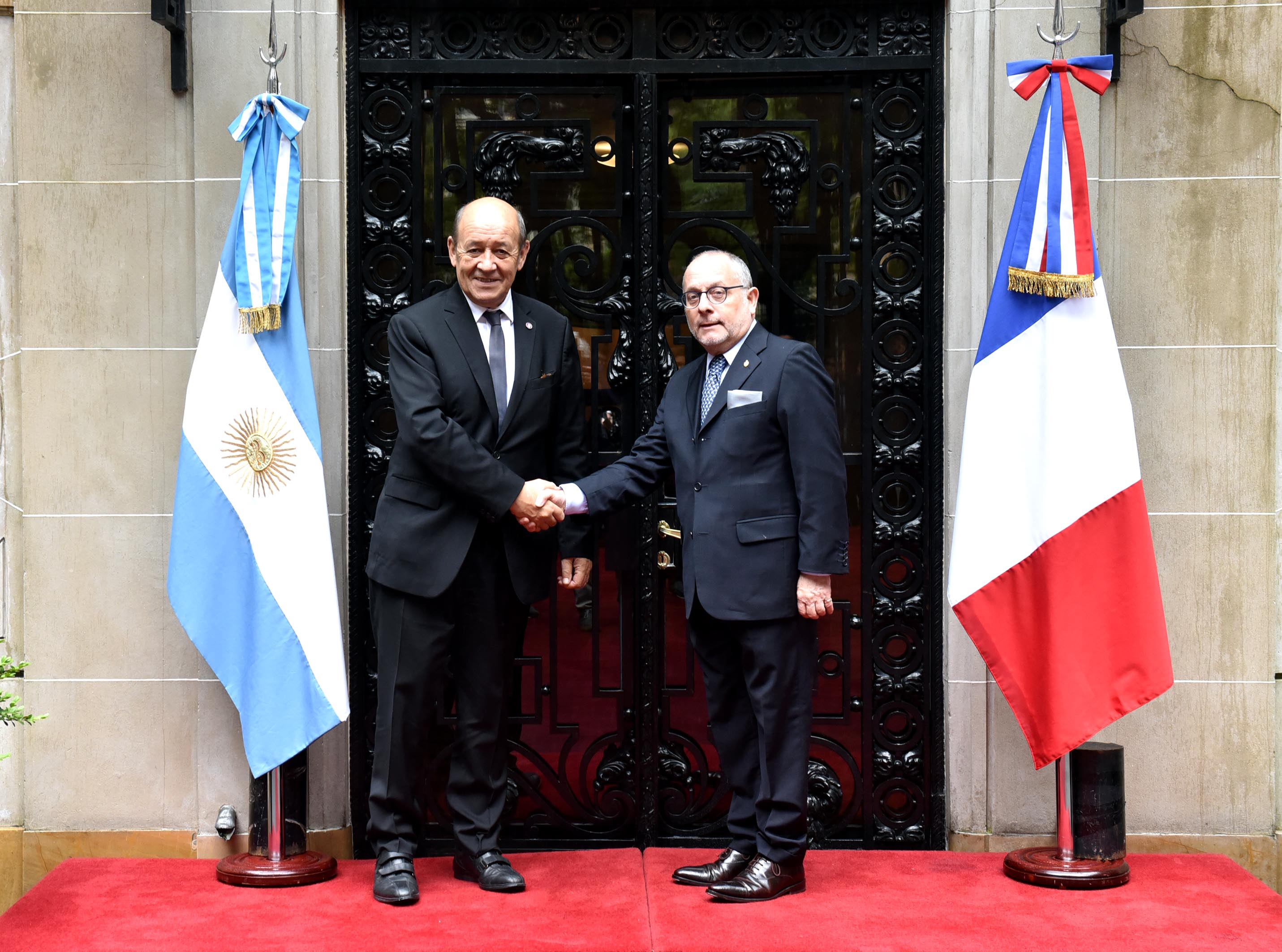
Jean Yves Le Drian avec le ministre argentin des Relations extérieures et du Culte Jorge Faurie (Buenos Aires, 14 mai 2018).

Il s'oppose au rapatriement de ressortissants français ayant combattu dans les rangs djihadistes et détenus en Irak et en Syrie, de même que nombre de ses homologues impliqués, qui entendent ne pas heurter une opinion publique échaudée par les attentats des dernières années en Europe, et en contradiction avec la volonté des États-Unis : il déclare ainsi que les djihadistes français doivent « être jugés au plus près des crimes qu’ils ont commis » et que les acteurs sur le terrain doivent garantir « à tout prix » leur « détention sûre et durable » afin « d’éviter qu’ils repartent dans le combat ». S'il assure que la France « [multiplie] les démarches pour éviter la peine de mort » aux Français condamnés en Irak, Mediapart souligne qu'il prend « le risque de voir certains de ses ressortissants être exécutés, au mépris de ses principes fondamentaux », alors que les services des ministères des Affaires étrangères, de la Défense, de l’Intérieur et de la Justice travaillaient depuis l’automne 2018 au retour des djihadistes détenus par les Kurdes de Syrie – ce qui était alors le cas des douze ressortissants condamnés à mort. Le 12 septembre 2019, des familles d'enfants français retenus en Syrie portent plainte contre Jean-Yves Le Drian auprès de la Cour de justice de la République (CJR) pour « omission de porter secours » à des femmes de djihadistes et leurs enfants. Les plaignants reprochent au chef de la diplomatie française de refuser, de manière « pesée, volontaire et intentionnelle », de rapatrier ces femmes et enfants de djihadistes français retenus dans des camps kurdes en Syrie alors qu'ils sont en « situation de péril ».
Jean-Yves Le Drian conserve son ministère au sein du gouvernement Jean Castex, devenant par là même « numéro deux » du gouvernement. Le seul changement notable dans ses attributions réside dans le fait que la politique du développement international de la France inclut désormais « l’attractivité du pays », prise en charge par le nouveau ministre délégué Franck Riester, en plus du « commerce extérieur et [du] tourisme ».
À partir de février 2022, Jean-Yves Le Drian participe aux Conseils de Défense réunis à l'Élysée, en marge de l'invasion de la Russie en Ukraine commencée le 24 février. Le chef de la diplomatie française s'exprime à plusieurs reprises au sujet de cette guerre. Le 17 mars, Le Drian accuse la Russie de faire « semblant de négocier » dans les pourparlers menés avec l'Ukraine. Le 7 avril, après la publication d'un nouveau tweet « indécent », le Ministre des Affaires Étrangères convoque au Quai d'Orsay Alexeï Mechkov, l'ambassadeur de la fédération de Russie en France. Le 8 avril 2022, interrogé par Patrick Cohen sur France 5, Jean-Yves Le Drian estime qu'il est « urgent de documenter dans l'urgence pour apporter les preuves des crimes contre l'humanité ».
Le 20 mai 2022, Catherine Colonna est désignée nouvelle ministre dans le gouvernement Élisabeth Borne, et lui succède. Il est l'une des neuf personnalités à avoir participé à l'ensemble des gouvernements sous la première présidence d'Emmanuel Macron.

### L'après carrière politique
Le 19 décembre 2022, Jean-Yves Le Drian dément « formellement » dans un communiqué les « rumeurs (lui) prêtant l’intention de travailler, à quelque titre que ce soit, au service de quelque industrie de défense que ce soit ». Cette déclaration se faisait à la suite de la publication d'un article de la lettre d’information « Intelligence Online », selon laquelle il allait rejoindre en tant que consultant le groupe de défense saoudien Scopa Industries, filiale du conglomérat privé Ajlan & Bros.
Le 7 juin 2023, Emmanuel Macron le nomme « envoyé personnel pour le Liban ». Il s'agit pour lui de favoriser un consensus politique permettant l'élection d'un nouveau président du Liban. Cette fonction de chef de l'État, au moment de la nomination de Jean-Yves Le Drian, n'est plus occupée depuis sept mois dans ce pays en raison d'une grave crise politique.
Le 27 juillet 2023, il est nommé par Emmanuel Macron à la tête d'Afalula, l’agence française chargée du développement de la région saoudienne d’Al-Ula, particulièrement riche en vestiges archéologiques et paysages d'exception. Il succède à ce poste à l'ancien patron du groupe Engie Gérard Mestrallet.

## Autres engagements

### Religion
Il est présenté par plusieurs médias comme catholique,.

### Franc-maçonnerie
Selon plusieurs médias, Jean-Yves Le Drian aurait été initié en franc-maçonnerie et serait membre du Grand Orient de France,,.
Selon Hubert Coudurier dans Le Glaive du président (Plon 2017), il est introduit par l'ancien maire de Lorient Yves Allainmat, et entre à la loge lorientaise « Nature et Philanthropie » en 1982. Philippe Guglielmi, ancien grand-maître du Grand Orient de France, dit de lui qu'il est un « maçon très fidèle ». Interrogé, Jean-Yves Le Drian indique qu'il ne souhaite pas s'exprimer sur ses « convictions personnelles ».

### Régionalisme
En tant que président du conseil régional de Bretagne, Jean-Yves Le Drian avait fait voter des vœux en faveur de la réunification de la Loire-Atlantique à la région Bretagne et s'était opposé à la fusion entre Bretagne et Pays de la Loire, défendue notamment par Jean-Marc Ayrault et Jacques Auxiette.
Pendant le débat sur la réorganisation des régions en 2014 sous le gouvernement de François Hollande, il penche en faveur du maintien de la région Bretagne dans ses frontières actuelles, au nom de la « volonté collective », tout en admettant qu'un récit historique lie la région Bretagne au département de Loire-Atlantique. Le 26 juin, il signe une tribune dans le quotidien Ouest-France pour soutenir avec Stéphane Le Foll, en tant qu'« élu de l'ouest », une coopération renforcée entre la Bretagne et la région des Pays de la Loire : « La Bretagne […] doit, demain, trouver dans une coopération avec les Pays de Loire une raison de renforcer cette identité partagée avec la Loire-Atlantique ». Il énonce une « nécessité de faire évoluer l'organisation territoriale »,,. Cette intervention est immédiatement dénoncée par les partisans du retour de la Bretagne à cinq départements, comme étant une trahison et un reniement de Le Drian à la cause de la Bretagne réunifiée, et une action en faveur d'une région « Grand Ouest » réunissant Bretagne et Pays de la Loire,. Pour d'autres, il a joué un rôle décisif pour empêcher la fusion Bretagne-Pays-de-la-Loire, préférant une région amputée plutôt que supprimée.
En octobre 1980, il prend la défense de militants bretons du Front de libération de la Bretagne lors d'un procès devant la Cour de sûreté de l'État. Les indépendantistes avaient été accusés d'avoir perpétré l'attentat du 6 mars 1979 contre l'immeuble des renseignements généraux de Saint-Brieuc.
Jean-Yves le Drian fut alors entendu lors du procès, où il dénonça le retard économique de la Bretagne et compara la France à l'Espagne franquiste.

### Cyclisme

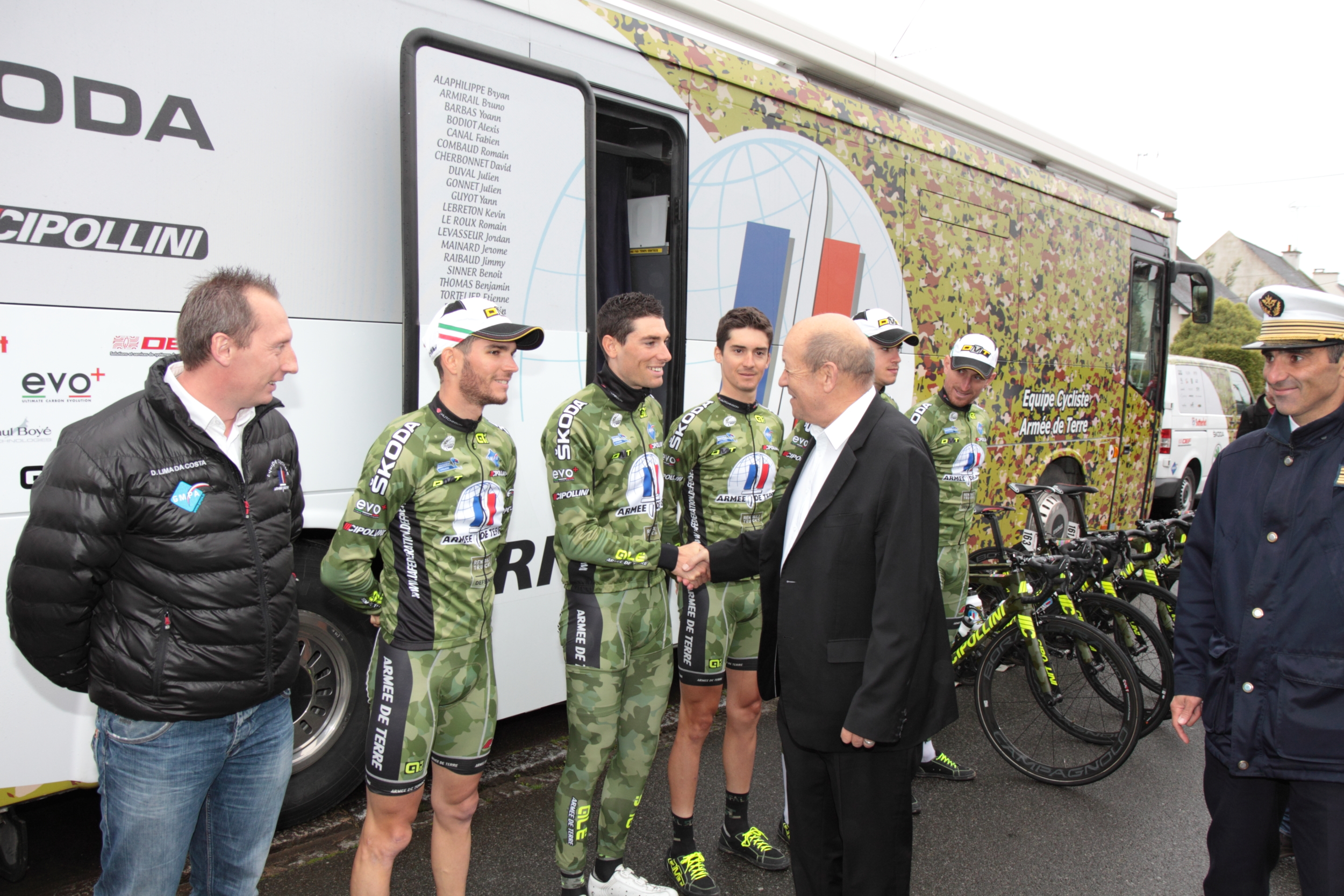
Le Drian avec l'équipe cycliste Armée de terre lors du Tour de Bretagne 2015.

Jean-Yves Le Drian développe dès son enfance un intérêt pour le cyclisme. S'il ne pratique pas cette activité en club, il assiste dès cette époque à plusieurs courses comme le Tour de l'Ouest, ou l'arrivée du Tour de France 1960 au stade-vélodrome de Lorient et collectionne des figurines de coureurs. Il supporte à l'époque des coureurs comme Darrigade ou Bobet. Il se remet à pratiquer cette activité au début de son mandat de maire de Lorient au début des années 1980. Une épreuve réservée aux personnalités est organisée dans sa ville, et l'organisateur le convainc de participer. Lors de ses vacances dans les Alpes, il s'efforce alors de gravir un col par jour ; il continue par la suite de pratiquer cette activité dans la région de Lorient ou de Rennes en fonction de ses mandats.
Son arrivée à la tête de la région Bretagne en 2004 voit son implication pour la création de l'équipe Bretagne-Jean Floc'h. Il fait voter par le conseil régional un financement qui associé à celui de l'entrepreneur Jean Floc'h permet de monter l'équipe.
Alors ministre de la Défense, il s'implique aussi pour que l'équipe cycliste Armée de terre accède au statut professionnel en 2014.

## Détail des mandats et fonctions

### Au gouvernement
- 18/05/1991 – 02/04/1992 : secrétaire d'État à la Mer
- 16/05/2012 – 10/05/2017 : ministre de la Défense
- 17/05/2017 – 20/05/2022 : ministre de l'Europe et des Affaires étrangères

### À l’Assemblée nationale
- 03/04/1978 – 22/05/1981 : député de la cinquième circonscription du Morbihan
- 02/07/1981 – 01/04/1986 : député de la cinquième circonscription du Morbihan
- 02/04/1986 – 14/05/1988 : député du Morbihan
- 13/06/1988 – 17/06/1991 : député de la cinquième circonscription du Morbihan
- 01/06/1997 – 18/06/2002 : député de la cinquième circonscription du Morbihan
- 19/06/2002 – 19/06/2007 : député de la cinquième circonscription du Morbihan

### Au niveau local
Conseil régional de Bretagne
- 16/03/1998 – 02/07/2021 : membre du conseil régional de Bretagne
- 28/03/2004 – 26/03/2010 : président du conseil régional de Bretagne
- 26/03/2010 – 29/06/2012 : président du conseil régional de Bretagne
- 18/12/2015 – 02/06/2017 : président du conseil régional de Bretagne

Mairie et intercommunalité de Lorient
- 14/03/1977 – 03/07/1981 : adjoint au maire de Lorient (58 300 hab.[182]) (Morbihan)
- 04/07/1981 – 13/03/1983 : maire de Lorient
- 14/03/1983 – 12/03/1989 : maire de Lorient
- 20/03/1989 – 18/06/1995 : maire de Lorient
- 19/06/1995 – 30/03/1998 : maire de Lorient
- 31/03/1998 – 18/03/2001 : membre du conseil municipal de Lorient
- 19/03/2001 – 30/04/2004 : membre du conseil municipal de Lorient
- 1990-2000 : président du district du pays de Lorient
- 2000-2004 : président de la communauté d'agglomérations du pays de Lorient

## Distinctions et décorations

### Décorations françaises
- Officier de la Légion d'honneur (2022, Il est promu directement au grade d'officier par décret du 13 juillet 2022)[183].
- Commandeur de l'ordre du Mérite maritime[184],[185].

### Décorations étrangères
- Croix de grand commandeur de l'ordre du Mérite (Allemagne, 2017)[186].
- Grand officier de l'ordre de la Valeur (Cameroun, 2019)[187].
- Commandeur de l'ordre national de Côte d'Ivoire (Côte d'Ivoire, 2017)[188].
- Grand cordon de l'ordre de la République (Égypte, 2017)[189].
- Grand-croix de l'ordre d'Isabelle la Catholique (Espagne, 2015)[190].
- Médaille de l'ordre de la Toison d'or (Géorgie, 2016)[191].
- Commandeur de l'ordre du Mérite de la République italienne‎ (2021)[192]
- Grand cordon de l'ordre du Soleil levant (Japon, 2019)[193].
- Grand officier de l'ordre national du Mali (Mali, 2013)[194].
- Bande de l'ordre de l'Aigle aztèque (Mexique, 2021)[195].
- Commandeur avec étoile de l'ordre du Mérite de la république (Pologne, 2014)[196].
- Grand officier de l'ordre national du Lion (Sénégal, 2014)[197].

### Autres distinctions
- « Ministre de l'année » par Le Trombinoscope (2013)[198]
- « Homme politique de l'année » par Le Trombinoscope (2015)[199]

## Publication
- Qui est l'ennemi ?, Paris, Éditions du Cerf, coll. « Actualité », mai 2016, 96 p. (ISBN 978-2-204-11097-6)